# Tartussaare Tagajärv
Tartusaare Tagajärv är en sjö i Estland. Den ligger i landskapet Järvamaa, i den centrala delen av landet, 60 km sydost om huvudstaden Tallinn. Tartusaare Tagajärv ligger 71 meter över havet. Den avvatnas av Jägala jõgi.